# Слоевищные растения
Слоеви́щные, или талло́мные растения, таллофиты (лат. Thallophyta, греч. θάλλοφῠτόν: θάλλος — отпрыск, побег, молодая ветка, и φῠτόν — растение) — неформальный термин, объединяющий организмы, тело которых, в отличие от высших растений, не расчленено на части (корень, стебель, лист): водоросли, грибы и лишайники.
Тело низших растений называется слоевищем, или талломом; многоклеточные органы размножения отсутствуют.
Среди низших растений имеются: одноклеточные, преимущественно микроскопические, и многоклеточные, длиной до 40 м водоросли автотрофы, грибы (в том числе в лишайниках). У высокоорганизованных водорослей имеются проводящая система, сходная с флоэмой высших растений, листообразные органы, зигота развивается в многоклеточный зародыш на гаметофите (некоторые бурые водоросли). Ископаемые остатки ряда одноклеточных водорослей обнаружены в отложениях архея и протерозоя, возраст которых — около 3 млрд лет.
В современном понимании слоевищные растения таксоном не являются и объединяют, как сборная группа однотипных, по морфо-физиологическому принципу, растительных организмов, водоросли, грибы и лишайники.

## Отделы слоевищных растений
Ниже приводится список отделов слоевищных растений и их краткая характеристика согласно традиционной классификации:
Царство Растения (лат. Plantae)
Подцарство Водоросли (Phycobionta)
Отдел Зелёные водоросли (Chlorophyta)
Отдел Харовые водоросли (Charophyta)
Отдел Эвгленовые водоросли (Euglenophyta)
Отдел Золотистые водоросли (Chrysophyta)
Отдел Жёлто-зелёные водоросли (Xanthophyta)
Отдел Диатомовые водоросли (Bacillariophyta)
Отдел Динофитовые водоросли (Dinophyta)
Отдел Криптофитовые водоросли (Cryptophyta)
Отдел Бурые водоросли (Phaeophyta)
Подцарство Багрянки (Rhodobionta)
Отдел Красные водоросли (Rhodophyta)
- Царство Грибы
- Отдел Лишайники (Lichenomycota, Lichenes) — особая группа симбиотических организмов — грибов и водорослей. Традиционно данный отдел относили к низшим растениям.